# Tak Khunn Wang
Tak Khunn Wang (* 13. Oktober 1991 in Paris) ist ein französischer Tennisspieler.

## Karriere
Wang begann mit sechs Jahren Tennis zu spielen. Auf der ITF Junior Tour nahm er 2008 und 2009 an den French Open teil, schied jedoch in der ersten bzw. zweiten Runde aus. Auf der Juniortour hat er eine Einzelbilanz von 12:10 und im Doppel von 7:8.
2009 spielte der erste Turniere bei den Profis, anfänglich ausschließlich auf der drittklassigen ITF Future Tour. Seinen ersten Titel gewann er 2012 bei einem Future-Turnier in Frankreich. Ein Jahr später holte er fünf Future-Titel im Einzel und schaffte erstmals den Sprung in die Top 300 der Weltrangliste. Im Februar 2014 gelang Wang in Quimper zum ersten Mal der Sprung in ein Hauptfeld eine Challenger-Turniers, nachdem er trotz verlorener letzter Qualifikationsrunde als Lucky Loser nachrückte. Mit dem 265. Rang gelang ihm zu diesem Zeitpunkt auch seine beste Platzierung in der Weltrangliste. Für die Qualifikation der French Open 2014 erhielt er von den Turnierverantwortlichen eine Wildcard, doch verlor dort sein Auftaktmatch. Er beendete das Jahr auf dem 561. Rang im Einzel und dem 704. Rang im Doppel.
2015 spielte Wang lediglich Turniere auf der Future Tour und gewann einen Einzel- und vier Doppeltitel. Dadurch verbesserte er sich im Doppel um gute 150 Plätze. Im Folgejahr gelang ihm sein erster Titelgewinn auf der Challenger Tour. In Qingdao zog er mit Danilo Petrović ins Finale ein und besiegte in drei Sätzen die zweitgesetzte Paarung Gong Maoxin und Zhang Ze. Durch diesen Erfolg erreichte er mit dem 312. Rang seine beste Platzierung in der Doppelrangliste. Seitdem schafft der Franzose selten die Qualifikation zu Challengers wird nicht mehr in den Top 500 geführt.
Wang spielte 2014 für den 1. FC Nürnberg in der 2. Tennis-Bundesliga und schaffte dort den Aufstieg in die Tennis-Bundesliga.

## Erfolge
| Legende (Anzahl der Siege)  |
| Grand Slam                  |
| ATP World Tour Finals       |
| ATP World Tour Masters 1000 |
| ATP World Tour 500          |
| ATP World Tour 250          |
| ATP Challenger Tour (1)     |

### Doppel

#### Turniersiege
| Nr. | Datum           | Turnier | Belag | Partner         | Finalgegner          | Ergebnis         |
| --- | --------------- | ------- | ----- | --------------- | -------------------- | ---------------- |
| 1.  | 13. August 2016 | Qingdao | Sand  | Danilo Petrović | Gong Maoxin Zhang Ze | 6:2, 4:6, [10:5] |